# 하이에나 (2006년 드라마)
《하이에나》는 2006년 10월 11일부터 2006년 11월 30일까지 tvN에서 방영된 CJ미디어(현 CJ ENM)의 토털 버라이어티 채널인 tvN 개국 기념 드라마이다. 한국판 ‘섹스앤시티’를 표방한 작품이며, 남자 넷, 여자 하나가 만들어가는 남성들의 성(性) 이야기 중심이다. 여성의 눈으로 바라본 남성판 ‘섹스 앤 더 시티’, 네 명의 30대 싱글남을 통해 그들만의 사랑, 그 속내와 일상을 유쾌하게 풀어가는 이야기. 신성록(이석진 역)이 해당 작품을 통해 케이블 드라마 데뷔를 했다.
한편, 이 드라마는 지나친 섹시코드로 물의를 사기도 했다.

## 출연진
- 김민종 : 김철수 역
- 소이현 : 이정은 역
- 신성록 : 이석진 역
- 오만석 : 최진범 역
- 윤다훈 : 최진상 역
- 차기환
- 장희수
- 정경순
- 안내상
- 이국호
- 홍석천
- 주우
- 이병준
- 손세광
- 김동석
- 조승연
- 오유나 : 오유나 역
- 조한나
- 민서현
- 고용화
- 박준
- 한준
- 정세형
- 민진
- 이슬비
- 김시운
- 김선영
- 안문숙
- 박지영
- 유승민
- 성동일
- 이제니
- 주현
- 선우용녀
- 토니 안
- 박시연 소미 역 (1회, 16회 특별출연)

## OST
| #  | 제목                   | 아티스트명                             | 비고                       |
| -- | ---------------------- | -------------------------------------- | -------------------------- |
| 1  | The night Chicago died | SUPER JUNIOR-K.R.Y. (슈퍼주니어-K.R.Y) | tvn 하이에나 예고편 삽입곡 |
| 2  | GO GO                  | TraxX (트랙스)                         |                            |
| 3  | 한 사람만을            | Super Junior-K.R.Y. (슈퍼주니어-K.R.Y) |                            |
| 4  | 0 (영)                 | 서현진                                 |                            |
| 5  | SMILE                  | 규현(KYUHYUN)                          |                            |
| 6  | Bossa Cha Cha          | 이윤재                                 |                            |
| 7  | My Tears               | TraxX (트랙스)                         |                            |
| 8  | 그대 떠나가는 길에     | 추가열                                 |                            |
| 9  | Drive                  | Various Artists                        |                            |
| 10 | 한 사람만을 (Inst.)    | Various Artists                        |                            |